# Joan Salvadó i Voltas
Joan Salvadó i Voltas (Vila-seca, Tarragonès, 2 de juliol de 1890 - 1976) fou un escultor català, fill de Francesc Salvadó i Forcadas i Brígida Voltas i Torredemé. En la seva joventut va fer estudis de dibuix, que compaginava amb la feina d'aprenent al taller d'un escultor reusenc.
A Barcelona va cursar Belles Arts i va treballar a les obres de la Sagrada Família. A les ordres d'Antoni Gaudí, va esculpir diverses obres, desaparegudes totes durant la Guerra Civil. La més important, "L'Anunciació", amb un àngel de tres metres d'alçària. Va continuar la seva formació a París on va aprendre a esculpir l'ivori i a treballar l'orfebreria. Fruit de les diferents experiències, va acabar convertint-se en un magnífic restaurador, especialitzat en art gòtic. Va dur a terme la restauració de les escultures de la capella del baptisteri de la Catedral de Tarragona i es va especialitzar en la imatgeria religiosa escultòrica de gran format.